# Погвіздув (Бохенський повіт)
Погвіздув (пол. Pogwizdów) — село в Польщі, у гміні Бохня Бохенського повіту Малопольського воєводства.
Населення — 771 особа (2011).
У 1975-1998 роках село належало до Тарновського воєводства.

## Демографія
Демографічна структура станом на 31 березня 2011 року:
|          | Загалом | Допрацездатний вік | Працездатний вік | Постпрацездатний вік |
| -------- | ------- | ------------------ | ---------------- | -------------------- |
| Чоловіки | 386     | 86                 | 251              | 49                   |
| Жінки    | 385     | 79                 | 231              | 75                   |
| Разом    | 771     | 165                | 482              | 124                  |